# Macropsis fusculus
Macropsis fusculus är en insektsart som beskrevs av Zetterstedt 1828. Macropsis fusculus ingår i släktet Macropsis och familjen dvärgstritar. Inga underarter finns listade i Catalogue of Life.